# Sausse
Pour l’article ayant un titre homophone, voir Sauce.
La Sausse est une rivière du Sud-Ouest de la France, dans le département de la Haute-Garonne et un sous-affluent de la Garonne par l'Hers-Mort.

## Géographie
De 22,1 km de longueur, elle prend sa source à Vallesvilles et se jette dans l'Hers-Mort à Toulouse/L'Union. 

## Départements et communes traversées
- Haute-Garonne : Bourg-Saint-Bernard, Lanta, Vallesvilles, Gauré, Mondouzil, Lavalette, Beaupuy, Montrabé, Quint-Fonsegrives, Saint-Jean, L'Union, Toulouse.

## Principaux affluents
- La Seillonne, 24,1 km
- Ruisseau de Louvassac, 4,2 km
- Ruisseau Gascon, 3,3 km
- Ruisseau de Belaval, 3 km
- Ruisseau des Margues, 4,9 km
- Ruisseau de Gilet, 3,7 km

## Hydrologie
Son débit est irrégulier et ses crues peuvent être très importantes.